# Gecarcoidea natalis
Gecarcoidea natalis is een krab die voorkomt op het Christmaseiland, 350 kilometer ten zuiden van Java in de Indische Oceaan. Het is een van de veertien krabsoorten op het eiland en hij wordt ook wel rode krab of rode landkrab genoemd. Het Christmas Island National Park beschouwt deze krab als sleutelsoort.

## Kenmerken
Het rugschild van deze krab kan tot 11,6 centimeter lang worden. Ze zijn voornamelijk felrood van kleur, maar er zijn ook oranje exemplaren aangetroffen. Bovenop en aan de kop hebben ze een symmetrische, bruine tot zwarte tekening, die per individu anders is. De tientallen miljoenen rode krabben leven in vochtige, schaduwrijke plekken van het regenwoud, maar kunnen ook tussen rotsspleten overleven. Ze voeden zich met gevallen bladeren, fruit, bloemen en zaailingen. Ook komt het voor dat ze soortgenoten opeten. Ze zijn vooral overdag actief. Door het enorme aantal nemen de krabben een belangrijke plek in in het ecologisch systeem in het regenwoud van het eiland. Hun uitwerpselen zijn een ideale bemesting, en door het omwoelen van de grond wanneer zij holen maken of naar eten zoeken, zorgen zij voor een zuurstofrijke bodem.

## Migratie
Aan het begin van de regentijd, meestal oktober-november, trekken de krabben vanuit het regenwoud naar de zee om te paren. De mannetjes komen eerst aan en maken vochtige burchten, waarin de paring plaatsvindt. Na de paring gaan de mannetjeskrabben weer terug naar het regenwoud, na een laatste bad in zee. De vrouwtjeskrabben blijven ongeveer twaalf dagen in hun burchten en broeden er gemiddeld 100.000 eitjes uit. Wanneer de maan in het laatste kwartier is, lopen de vrouwtjeskrabben naar de kustlijn om hun eieren in zee te laten vallen. Bij contact met het water worden de eieren larven die in een maand zullen uitgroeien. Wanneer ze vijf millimeter groot zijn verlaten ze het water en trekken ook zij naar het regenwoud.

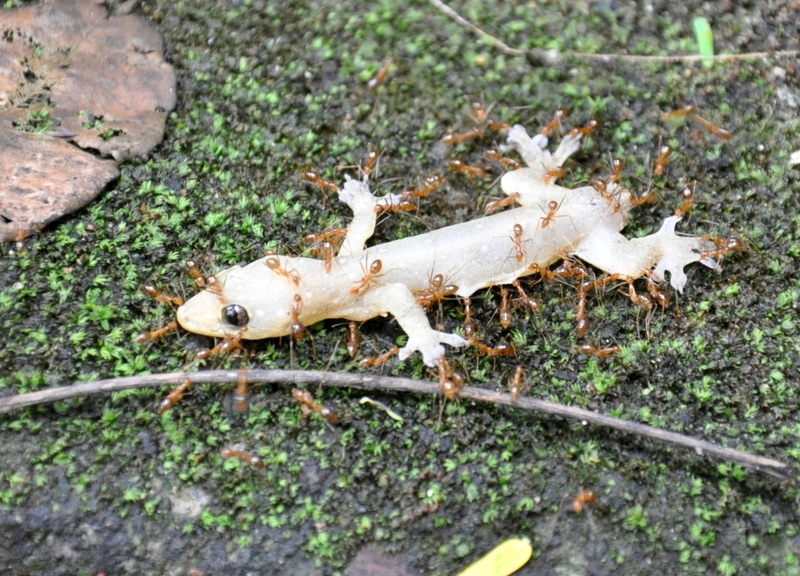
Een dode gekko wordt door hazewindmieren weggesleept.

## Ecosysteem en hazewindmier
De rode krabben zijn van groot belang voor het oorspronkelijke ecosysteem van het bos, doordat ze hun voedsel op de bosbodem zoeken en er holen graven. Daardoor houden zij de grond luchtig en bemesten die met hun uitwerpselen. Bovendien eten de krabben zaailingen en voorkomen daardoor dat bepaalde planten, heesters en bomen groot worden. Waar de krabben verdwijnen, gaan stekelige struiken uit de brandnetelfamilie, zoals Dendrocnide peltata, overheersen.
De hazewindmier is een roofmier die een grote invloed invloed heeft op het ecosysteem van Christmaseiland, al vormt hij geen directe bedreiging voor de enorme aantallen rode landkrabben. Deze mierensoort, een invasieve exoot van onbekende herkomst, doodt landkrabben, bodembewonende reptielen en andere dieren die foerageren op de afgevallen bladeren. Van de krabben vallen vooral de rode landkrabben ten prooi aan de mier, die ook hun ondergrondse holen in gebruik neemt voor zijn kolonies. De aanwezigheid van deze roofmier heeft daardoor het karakter en de biodiversiteit van het bos totaal veranderd.